# Mission d'évaluation des politiques publiques
La Mission d'évaluation des politiques publiques (MEPP) est un service rattaché à la Direction générale de la modernisation de l'État, placé sous l'autorité fonctionnelle du cabinet du Ministère du Budget, des Comptes publics, de la Fonction publique et de la Réforme de l'État et chargé de piloter les structures d'évaluation interne de l'administration.

## Attributions
La Mission d’évaluation des politiques publiques doit supporter à l’échelle interministérielle la gouvernance de l'évaluation et la coordination des Comités ministériels d’évaluation (CME). Elle anime un Comité interministériel d’évaluation (CIE), chargé de la programmation d’évaluations interministérielles.

### Composition
La Mission a son siège à Bercy et regroupe des professionnels de l'évaluation provenant d'horizons et de cultures différents. 

### Autres activités
La Mission d'évaluation des politiques publiques produit elle-même régulièrement des rapports sur différents sujets relevant de l'action de l'État.

## Historique
Créée en 2007, elle relevait à l'origine du secrétariat d'État chargé de la Prospective et de l'Évaluation des politiques publiques (Services du Premier ministre). Elle succédait au Conseil national de l'évaluation, créé en 1999 et qui dépendait du Commissariat général au Plan, devenu en 2006 le Centre d'analyse stratégique.